# Oligoxystre rufoniger
Oligoxystre rufoniger är en spindelart som beskrevs av Guadanucci 2007. Oligoxystre rufoniger ingår i släktet Oligoxystre och familjen fågelspindlar. Inga underarter finns listade i Catalogue of Life.